# Muzeul Armia Krajowa din Cracovia

Localizare: districtul Grzegorzki

Muzeul Armia Krajowa din Cracovia (în poloneză Armia Krajowa Museum in Kraków), Polonia, este un muzeu înființat în anul 1991 pentru comemorarea luptei Statului Secret Polonez și a armatei sale Armia Krajowa împotriva Germaniei naziste în timpul celui de-al Doilea Război Mondial.